# Division nationale (Schach) 2015/16
Die Division nationale (Schach) 2015/16 war die höchste Spielklasse der luxemburgischen Mannschaftsmeisterschaft im Schach.
Meister wurde der Titelverteidiger De Sprénger Echternach, aus der Promotion d'honneur waren Luxembourg 1915 und die zweite Mannschaft von Gambit Bonnevoie aufgestiegen. Während Luxembourg 1915 den Klassenerhalt erreichte, musste Bonnevoies zweite Mannschaft direkt wieder absteigen. Rein sportlich wäre außerdem die Mannschaft von Esch Rochade Reine abgestiegen, diese blieb jedoch durch den Aufstiegsverzicht von Cercle d'échecs Philidor Dommeldange-Beggen noch in der Division nationale.
Zu den gemeldeten Mannschaftskadern siehe Mannschaftskader der Division nationale (Schach) 2015/16.

## Modus
Das Turnier war unterteilt in eine Vorrunde und eine Endrunde. Die acht teilnehmenden Mannschaften spielten zunächst ein einfaches Rundenturnier. Die ersten Vier spielten im Poule Haute um den Titel, die letzten vier im Poule Basse gegen den Abstieg. Über die Platzierung entschied zunächst die Summe der Mannschaftspunkte (2 Punkte für einen Sieg, 1 Punkt für ein Unentschieden, 0 Punkte für eine Niederlage), danach der direkte Vergleich und anschließend die Zahl der Brettpunkte (3 Punkte für einen Sieg, 2 Punkte für ein Remis, 1 Punkt für eine Niederlage, 0 Punkte für einen kampflose Niederlage). Für die Endplatzierung wurden sowohl die Punkte aus der Vorrunde als auch die Punkte aus der Endrunde berücksichtigt.

## Spieltermine
Die Wettkämpfe wurden ausgetragen am 27. September, 11. Oktober, 15. und 29. November, 13. Dezember 2015, 10. und 31. Januar, 21. Februar, 6. und 20. März 2016. Die letzte Runde wurde zentral in Bad Mondorf gespielt, die vorhergehenden Runden fanden dezentral bei den beteiligten Vereinen statt.

## Vorrunde
Schon vor der letzten Runde waren alle Entscheidungen gefallen.

### Endtabelle
| Pl. | Verein                              | Sp | G | U | V | MP   | Brett-P. |
| --- | ----------------------------------- | -- | - | - | - | ---- | -------- |
| 01. | De Sprénger Echternach (M)          | 7  | 6 | 0 | 1 | 12:2 | 137      |
| 02. | The Smashing Pawns Bieles           | 7  | 6 | 0 | 1 | 12:2 | 125      |
| 03. | Gambit Bonnevoie I. Mannschaft      | 7  | 5 | 0 | 2 | 10:4 | 134      |
| 04. | Le Cavalier Differdange             | 7  | 4 | 1 | 2 | 9:5  | 121      |
| 05. | Cercle d'échecs Dudelange           | 7  | 2 | 2 | 3 | 6:8  | 117      |
| 06. | Esch Rochade Reine                  | 7  | 2 | 0 | 5 | 4:10 | 90       |
| 07. | Luxembourg 1915 (N)                 | 7  | 1 | 1 | 5 | 3:11 | 93       |
| 08. | Gambit Bonnevoie II. Mannschaft (N) | 7  | 0 | 0 | 7 | 0:14 | 75       |

### Entscheidungen
|     | Teilnehmer am Poule Haute: De Sprénger Echternach, The Smashing Pawns Bieles, Gambit Bonnevoie I. Mannschaft, Le Cavalier Differdange |
|     | Teilnehmer am Poule Basse: Cercle d'échecs Dudelange, Esch Rochade Reine, Luxembourg 1915, Gambit Bonnevoie II. Mannschaft            |
| (M) | Meister der letzten Saison |
| (N) | Aufsteiger der letzten Saison |

### Kreuztabelle
| Ergebnisse | Ergebnisse                      | 01. | 02. | 03. | 04. | 05. | 06. | 07. | 08. |
| ---------- | ------------------------------- | --- | --- | --- | --- | --- | --- | --- | --- |
| 01.        | De Sprénger Echternach          |     | 15  | 20  | 17  | 18  | 21  | 22  | 24  |
| 02.        | The Smashing Pawns Bieles       | 17  |     | 12  | 17  | 17  | 19  | 19  | 24  |
| 03.        | Gambit Bonnevoie I. Mannschaft  | 12  | 20  |     | 15  | 18  | 23  | 23  | 23  |
| 04.        | Le Cavalier Differdange         | 15  | 15  | 17  |     | 16  | 21  | 19  | 18  |
| 05.        | Cercle d'échecs Dudelange       | 14  | 15  | 14  | 16  |     | 19  | 16  | 23  |
| 06.        | Esch Rochade Reine              | 11  | 12  | 8   | 11  | 13  |     | 18  | 17  |
| 07.        | Luxembourg 1915                 | 10  | 13  | 8   | 13  | 16  | 14  |     | 19  |
| 08.        | Gambit Bonnevoie II. Mannschaft | 7   | 8   | 9   | 14  | 9   | 15  | 13  |     |

## Endrunde

### Poule Haute
Erst in der letzten Runde fiel die Entscheidung über den Titel.

#### Endtabelle
| Pl. | Verein                         | Sp | G | U | V | MP   | Brett-P. |
| --- | ------------------------------ | -- | - | - | - | ---- | -------- |
| 01. | De Sprénger Echternach (M)     | 10 | 9 | 0 | 1 | 18:2 | 196      |
| 02. | Gambit Bonnevoie I. Mannschaft | 10 | 7 | 0 | 3 | 14:6 | 185      |
| 03. | The Smashing Pawns Bieles      | 10 | 7 | 0 | 3 | 14:6 | 168      |
| 04. | Le Cavalier Differdange        | 10 | 4 | 1 | 5 | 9:11 | 160      |

#### Entscheidungen
|     | Luxemburgischer Meister: De Sprénger Echternach |
| (M) | Meister der letzten Saison                      |

#### Kreuztabelle
| Ergebnisse | Ergebnisse                     | 01. | 02. | 03. | 04. |
| ---------- | ------------------------------ | --- | --- | --- | --- |
| 01.        | De Sprénger Echternach         |     | 19  | 20  | 20  |
| 02.        | Gambit Bonnevoie I. Mannschaft | 13  |     | 20  | 18  |
| 03.        | The Smashing Pawns Bieles      | 12  | 12  |     | 19  |
| 04.        | Le Cavalier Differdange        | 12  | 14  | 13  |     |

### Poule Basse
Während die zweite Mannschaft von Bonnevoie schon zwei Runden vor Schluss als Absteiger feststand, fiel die Entscheidung über den zweiten Absteiger erst in der letzten Runde. Dies erwies jedoch als irrelevant, da der Zweitplatzierte der Promotion d'honneur, Cercle d'échecs Philidor Dommeldange-Beggen, auf den Aufstieg verzichtete, so dass der Vorletzte der Division nationale in der Klasse verblieb.

#### Endtabelle
| Pl. | Verein                              | Sp | G | U | V  | MP    | Brett-P. |
| --- | ----------------------------------- | -- | - | - | -- | ----- | -------- |
| 05. | Cercle d'échecs Dudelange           | 10 | 4 | 2 | 4  | 10:10 | 174      |
| 06. | Luxembourg 1915 (N)                 | 10 | 4 | 1 | 5  | 9:11  | 150      |
| 07. | Esch Rochade Reine                  | 10 | 3 | 0 | 7  | 6:14  | 137      |
| 08. | Gambit Bonnevoie II. Mannschaft (N) | 10 | 0 | 0 | 10 | 0:20  | 102      |

#### Entscheidungen
|     | Absteiger in die Promotion d'honneur: Gambit Bonnevoie II. Mannschaft |
| (N) | Aufsteiger der letzten Saison                                         |

#### Kreuztabelle
| Ergebnisse | Ergebnisse                      | 05. | 06. | 07. | 08. |
| ---------- | ------------------------------- | --- | --- | --- | --- |
| 05.        | Cercle d'échecs Dudelange       |     | 15  | 19  | 23  |
| 06.        | Luxembourg 1915                 | 17  |     | 20  | 22  |
| 07.        | Esch Rochade Reine              | 13  | 12  |     | 22  |
| 08.        | Gambit Bonnevoie II. Mannschaft | 9   | 9   | 9   |     |

## Die Meistermannschaft
| 1.            | De Sprénger Echternach |
| Schachfiguren | Andrij Sumez, Alberto David, Robert Hübner, Michael Wiedenkeller, Alexander Berelowitsch, Christopher Noe, Gennadij Ginsburg, Slim Belkhodja, Yuri Boidman, Robert Philipowski, Claude Wagener, Gleb Voropaev, Serge Brittner, Michael Trauth, Gerd Gnichtel, Axel Doison, Ivan Lopez Popov, Paul Oberweis. |